# 금게상과
금게상과(Calappoidea)는 십각목에 속하는 게 상과의 하나이다. 2개 과로 이루어져 있으며, 간만두게, 톱만두게, 안경만두게 등을 포함하고 있다.
발견된 화석 중에서 가장 이른 금게류는 백악기 애프트절(Aptian)까지 거슬러 올라간다.

## 하위 과
- 만두게과 (Calappidae)
- 금게과 (Matutidae)